# Den estiske selvstændighedskrig
Den estiske selvstændighedskrig (estisk: Vabadussõda; frihedskrigen, russisk: Эстонская война за независимость) var en forsvarskrig, hvor den estiske folkehær kæmpede mod sovjetiske styrker under den sovjetiske vestoffensiv og baltisktyske landeswehr-offensiver i 1919 i Letland i forbindelse med den russiske borgerkrig og som del af eftervirkningerne af 1. verdenskrig. For Republikken Estland blev krigen en kamp for selvstændighed i tiden efter den store krig. Krigen endte med en estisk sejr og blev afsluttet med Tartu-traktaten, som sikrede Estlands selvstændighed.

## Baggrund
Estland havde været en del af Det Russiske Kejserrige siden 1721, da Sverige måtte afstå landet efter sit nederlag i den store nordiske krig.
Den 3. marts 1918 sluttede Tyskland og den russiske regering ledet af Vladimir Lenin freden i Brest-Litovsk, som markerede afslutningen på 1. verdenskrig for Rusland. Den 16. november gav Den røde armés øverstkommanderende Jukums Vācietis ordre om at gå til angreb på bred front fra Finske bugt til Ukraine.
I november 1917, da kejserriget faldt fra hinanden efter den russiske revolution, erklærte en forsamling fra Det autonome guvernement Estland sig som den højeste myndighed i landet. Denne forsamling var det estiske nationalråd (estisk: Maapäev), som var blevet valgt om foråret samme år.
Kort tid senere opløste bolsjevikkerne Maapäev og kunne foreløbig tvinge de selvstændighedssøgende estere under jorden i hovedstaden Tallinn. Nogen få måneder senere udstedte Maapäevs estiske befrielseskomité den estiske uafhængighedserklæring først den 23. februar i Pärnu, derpå igen i Tallinn den 24. februar 1918 og dannede den provisoriske estiske regering. Det skete på et tidspunkt mellem den røde hærs retræte og den kejserlige tyske hærs ankomst. Denne første selvstændighedsperiode viste sig at blive meget kortvarig, efter som tyske tropper indtog Tallinn næste dag. De tyske myndigheder anerkendte hverken den provisoriske regering eller dens krav om estisk selvstændighed, men ville tilrane sig magten til fordel for de baltiske tyskere.
Efter den tyske novemberrevolution og det tyske riges overgivelse overgav tyske repræsentanter formelt den politiske magt til den provisoriske estiske regering mellem 11. og 14. november 1918. 16. november opfordrede den provisoriske regering frivillig mobilisering og begyndte at organisere den estiske hær. Konstantin Päts blev krigsminister, generalmajor Andres Larka blev stabschef, og generalmajor Aleksander Tõnisson blev kommandant for den estiske hær, som i begyndelsen bestod af en division.

## Krigens gang

### Den sovjetiske vestoffensiv
Den 28. november trængte to sovjetiske divisioner, tilsammen 12.000 mand, over den estiske grænse. På den nordlige fløj af den den sovjetiske vestoffensiv i 1918-1919 angreb Den russiske socialistiske føderative sovjetrepubliks styrker fra den 6. røde riffeldivision den estiske forsvarsliga, Estlands paramilitære styrker, og det 405. tyske regiment nær grænsebyen Narva 28. november 1918. Dette markerede den estiske uafhængighedskrigs start. Estland kunne nu sende mindre end 2.000 soldater uden artilleri til fronten.
Den røde division indtog Narva samme dag med 7.000 infanterisoldater, 22 feltkanoner, 111 maskingeværer, et pansertog, to pansrede køretøjer, to fly og én Bogatyr-krydser kaldet Oleg, støttet af to jagere. Det 405. tyske regiment trak sig derefter vest over. Den anden front blev åbnet syd for Peipus-søen ved Petseri. Der havde den 7. røde armé udplaceret den 2. Novgorod-division med 7.000 infanterisoldater, 12 feltkanoner, 50 maskingeværer, to pansertog og tre pansrede køretøjer. De estiske militære styrker var på denne tiden kommet op på 2.000 mand med lette våben og omtrent 14.500 mand fra forsvarsligaen, det estiske hjemmeværn, udstyrede på samme måde.
I løbet af krigens første måned trak de estiske tropper sig tilbage, og den røde hær besatte Nordøst- og Sydøstestland. Den 29. november indtog den 6. røde riffeldivision Narva-Jõesuu og på juleaften tog de jernbaneforbindelsen til Tapa og rykkede frem, indtil de var 34 kilometer fra hovedstaden Tallinn. Estiske bolsjevikker udråbte De estiske arbejderkommune (Eesti Töörahva Kommuun) som en regional lokalregering. Den 18. december tog det 49. røde lettiske riffelregiment jernbaneforbindelsen til Valga, mens de indtog byen Tartu juleaften. Ved årets slutning kontrollerede den 7. røde armé under A.K. Remezov Estland langs en frontlinje 34 km øst for Tallinn, vest for Tartu og sydvest for Ainaži (estisk: Heinaste).
Oberst Johan Laidoner, som blev udnævnt til øverstkommanderende for de estiske væbnede styrker, havde formået at rekruttere 600 officerer og 11.000 frivillige inden den 23. december 1918. Den 5. januar 1919 havde han 14.000 mand. Han reorganiserede styrkerne ved at udplacere den anden division i Sydestland under oberst Viktor Puskar sammen med kommandoenheder som Tartumaa-partisanbataljonen og Kalevi Malev. Den nationale regering modtog også vigtig, udenlandsk støtte: den 5. december sendte Finland 5.000 rifler og 20 feltkanoner med ammunition. Den britiske Royal Navy sendte en flådestyrke kommanderet af kontreadmiral Sir Edwyn Sinclair Alexander-Sinclair, som kom frem til Tallinn den 31. december og leverede 6500 rifler, 200 maskingeværer og to feltkanoner. Styrken fangede to russiske jagere, Spartak og Avtroil, og gav dem til esterne, som omdøbte dem Vambola og Lennuk. Den 2. januar 1919 ankom 3.500 finske frivillige. Tre pansertog blev også bygget i Tallinn under kaptajn Anton Ivrs kommando.
Mellem den 2. og den 5. januar 1919 stoppede den nu styrkede estiske hær den 7. røde hærs fremmarch og gik til modangreb den 7. januar. To dage senere blev Tapa befriet, fulgt af Tartu den 14. januar. Derefter stabiliserede nordøstfronten sig ved Narva-floden. I Sydestland drev den estiske Tartumaa-partisanbataljon det lettiske, røde riffelregiment ud af Valga den 31. januar. Den 7. røde armé var foreløbig drevet uden for Estlands grænser, og fronten lå langs grænsen til det historiske estiske bosættelsesområde. Under modoffensiven havde esterne taget 6.000 fanger og over 40 artillerikanoner.
På Estlands første selvstændighedsdag den 24. februar 1919 bestod de frihedssøgende estiske styrker af 19.000 mand, 70 feltkanoner og 230 maskingeværer. Laidoner meddelte nu, at han havde drevet fjenden over Estlands grænse. Den 3. estiske division blev oprettet med generalmajor Ernst Põdder som kommandant. Den 16. februar startede den 7. røde armé sit modangreb for at genbesætte Estland. Den nylig oprettede estiske røde armé samlede sig omkring sognene i Setomaa, Vastseliina og Räpina frem til 15. marts. Den 2. estiske division gik til modangreb og genindtog Petseri den 28. marts. Lignende kampe fandt sted mellem de estiske divisioner og den lettiske røde armés nordgruppe langs frontlinjen mellem Ainaži, Strenči og Alūksne, og fronten stabiliserede sig i det nordlige Letland. I sine positioner langs Narva slog den 1. estiske division og deres (uformelt) allierede Den Hvide Hærs nordvestkorps den 7. røde armés angreb. Ved begyndelsen af maj 1919 talte de estiske styrker 74.000 mand. Den nylig oprettede estiske røde armé havde samlet 80.000 mand, 200 feltkanoner og 230 maskingeværer støttet af fem pansertog mod det selvstændige Estlands styrker.

### Landeswehr-krigen
Landeswehr-krigen brød ud på den lettiske sydfront den 5. juni 1919. Det estiske modangreb i februar 1919 var til stor hjælp for Letland og Litauens hære. I januar 1919 havde den røde hær okkuperet næsten hele Letland, herunder hovedstaden Riga. De estiske troppers fremmarch tvang den røde hærs kommandanter til at stoppe offensiverne i Letland, Litauen og Hviderusland den 22. februar 1919. Af russernes 285.000 mand på vestfronten blev 80.000 sendt mod Estland. Fra marts til maj 1919 forsøgte den røde hær at bryde det estiske forsvar, men uden fremgang. Samtidig indtog russerne Vilnius den 23. april og Riga den 22. maj.
På samme måde som esterne havde de lettiske demokrater erklæret landets selvstændighed fra Rusland og Tyskland, men Kārlis Ulmanis' pro-britiske regering var blevet styrtet af den tyske general Rüdiger von der Goltz, som der efter indsatte en pro-tysk marionetregering med Andrievs Niedra som statsminister i Riga i maj 1919. Dette var gjort muligt af tyskernes våbenhvile med de vestallierede, hvor tyskerne var blevet tvunget til at opretholde deres hærstyrker i øst for at opveje truslen fra bolsjevikkerne. Estland hjalp Letland til at oprette en national forsvarshær på estisk territorium, og sommeren 1919 opererede to af Estlands tre divisioner i Letland, som blev renset for røde styrker. Dette førte til et sammenstød med Landeswehr, som forsøgte at lægge Letland under sig.
Styrkerne fra det forenede baltiske hertugdømme, den tysk-støttede administrationen af Letland, bestod af Landeswehr-styrker og Freikorps' jerndivisionen. Hertugdømmets styrker begyndte at rykke mod nord og krævede, at den estiske hær endte sin tilstedeværelse i det nordlige Letland. Landeswehrs egentlige hensigt var at annektere Estland til det tysk-dominerede hertugdømme, som blev foreslået i 1918. I de følgende kampe blev Landeswehr og jerndivisionen besejret af den 3. estiske division i forening med lettiske, nationale hærstyrker i Nordletland nær byen Cēsis den 23. juni 1919. I Estland bliver årsdagen for slaget ved Cēsis (estisk: Võnnu lahing; lettisk: Cēsu kaujas) fejret som en sejrsdag.

### Krigen i øst
Selv om den estiske hær havde skaffet sig kontrol over Estlands territorium, var den estiske røde armé fortsat aktiv, og overkommandoen for den frihedssøgende estiske hær bestemte sig for at forskubbe frontlinjerne over grænsen og ind i Pskov oblast. Petseri-slaggruppen fra den anden estiske division begyndte offensiven den 13. maj. Denne operation ødelagde den estiske, røde armé, indtog Pskov (estisk: Pihkva) den 25. maj og fjernede sovjetstyrkerne fra området mellem Estland og Velikaja-floden. De estiske styrker bestod nu af 74.500 mand, hvortil kom et hvidt ,russisk nordkorps med 5.600 mand, der fortsat forsøgte at bekæmpe sovjetstyret i Rusland, og som derfor blev tolereret af esterne. De hvide russiske styrker slog sig først sammen med den estiske hær i efteråret 1918, da en lille, hvid, russisk styrke skabt med tysk samtykke i Pskov-regionen flygtede fra bolsjevikkerne og slog sig sammen med den estiske hær. Den estiske Pskov-offensiv førte til, at byen blev indtaget, og at den røde, estiske armé blev fordrevet fra området mellem Velikaja og Estland, og det hvide, russiske nordkorps mobiliserede derefter medlemmer af lokalbefolkningen i Pskov-regionen. Den 19. juni 1919 frasagde den estiske øverstkommanderende Johan Laidoner sig kommandoen over de hvide, russiske tropper, som blev omdøbt til nordvesthæren. Kort tid senere tog general Nikolaj Nikolaevitsj Judenitsj kontrollen over hæren.
Med våben skaffet fra Storbritannien og Frankrig og med funktionel støtte fra den estiske hær, den estiske og den britiske marine, begyndte den hvide russiske nordvesthær den offensive operation "Hvidt sværd" den 28. september 1919, med det mål at indtage Petrograd. Nordvesthæren rykkede frem, til de var 16 km fra Petrograd, men den syvende røde armé slog dem tilbage og drev de hvide, russiske tropper tilbage til Estland. Den estiske overkommando var mistroisk mod de hvide russere (som ikke ville anerkende Estlands selvstændighed), og de afvæbnede og internerede nordvesthæren. Den syvende sovjethær fortsatte offensiven i befæstede positioner ved den estiske grænse ved Narva, men blev stoppet af den estiske hær.
I november trængte den røde hær atter en gang frem mod Estlands grænse, og i november og december fandt de mest intensive kampe under frihedskrigen sted på Narvafronten. De sovjetiske kommandanter sendte to arméer på tilsammen omtrent 160.000 mand mod Estland, som på sin side samlede ca. 85.000 mand.

## Udenlandsk støtte
Væsentlig britisk og anden udenlandsk indblanding i kampene i Baltikum i 1918-1919 en del af den allierede intervention i den russiske borgerkrig hjalp esterne på forskellige måder:
- Britiske marinestyrker i Østersøen i december 1918. Britiske styrker bragte militært udstyr og artilleri, trænede estiske soldater og gav dem støtte med britiske skibe efter pres fra estiske politikere i London.
- Britisk beskyttelse af den estiske venstre flanke ved søoperationer i Finske bugt. Blandt andet udførte britiske motortorpedobåde sammen med RAF-fly verdens første kombinerede luft-sø-sejr mod bolsjevik-flåden i Kronstadt. Flere bolsjevik-skibe blev sænket, mens briterne mistede tre torpedobåde. Den britiske officer Augustus Agar fik Victoriakorset for at have sænket en sovjetisk krydser, og derefter Distinguished Service Order for at have ledet et andet angreb, der sænkede to krigsskibe.
- Briterne udstyrede de hvide russere med blandt andet seks stridsvogne sammen med frivillige førere, som var de eneste britiske soldater, der kæmpede sammen med nordvesthæren. De britiske stridsvognsførere rykkede frem, til de var 20 km fra Petrograd i efteråret 1919. Alle stridsvognene overlevede slaget, selv om nogen havde tekniske problemer.
- Omtrent 3.850 finner kæmpede som frivillige som en del af heimosodat, finske ekspeditioner for at hjælpe beslægtede folk (som esterne). Finnerne kæmpede i enhederne Pohjan Pojat og I Suomalainen Vapaajoukko.
- Et svensk frivilligt kompagni, som støttede Republikken Estland under selvstændighedskrigen kommanderet af Carl Axel Mothander, blev oprettet i Sverige i begyndelsen af 1919. I marts 1919 tog 178 frivillige del i spejderoperationen i Virumaa. I april blev kompagniet sendt til sydfronten og tog del i kampene nær Petseri.
- I Danmark etableres det frivillige private Dansk-Baltisk Auxiliær Corps med 200 mand under kaptajn Richard Gustav Borgelins kommando. Regimentet tog del i kampene mod bolsjevikkerne i Letland og nær Petseri. Borgelin blev udnævnt til oberst og fik en herregård for sine tjenester.[1]
- USA hjalp Estland for det meste gennem humanitær bistand.

Selv om den britiske marine skaffede mærkbar støtte, har historikeren William Fletcher konkluderet, at: "den britiske marinestyrken ville have haft lille effekt på de baltiske affærer, hvis ikke esterne og letterne havde skaffet sig stærke og disciplinerede land- og søstyrker."

## Fredens forspil
På grund af det estiske militærs fremgange havde den Russiske Føderative Sovjetrepublik (Russiske SFSR) forsøgt at slutte en fredsaftale helt siden foråret 1919. Den 25. april 1919 tilbød den ungarske kommunist Bela Kun at mægle en aftale mellem bolsjevikkerne og esterne, men den britiske admiral Walter Cowen truede med at trække den britiske støtte til Estland tilbage med mindre, de nægtede at godtage ungarernes forslag. Russerne offentliggjorde der efter forslaget om fredsforhandlinger ved radiosendinger 27. og 28. april. En følgende russisk sending 21. juli førte til, at den britiske journalist Arthur Ransome lod den russiske kommissær for udenlandske relationer Georgij Tsjitsjerin blive hørt, da han foreslog fredsforhandlinger. Da tilbød sovjetregeringen at deltage i fredsforhandlinger 31. august 1919. Esterne accepterede forslaget 4. september og fredsforhandlingerne begyndte den 17. november med en udveksling af krigsfanger. Fredsaftalen blev afgjort 31. december 1919, og en våbenhvile gjaldt fra 10:30 den 3. januar 1920.

## Tartu-fredsaftalen
Freden i Tartu blev undertegnet 2. februar 1920 af Republikken Estland og Den russiske socialistiske føderative sovjetrepublik. På den tid var bolsjevikregimet endnu ikke anerkendt af noget vestligt land. Aftalen fastslog, at Russiske SFSR gav afkald på alle krav på Estlands territorium. Dermed anerkendte bolsjevikkerne Estlands selvstændighed, og de forpligtede sig at betale for skader påført af krigen. Den aftalte grænse svarede stort set til frontlinjen, da fjendtlighederne stoppede. Estland fik beholde en strategisk landstribe øst for Narva-floden (Narvataguse) mod nordøst og Setomaa i sydøst, sidst nævnte med en blandet befolkning sammensat af estere, setoer og russere .

## Efterspil
Estland forblev selvstændigt frem til 1940 (trods et kommunistisk kupforsøg i 1924), da landet blev besat og indlemmet i Sovjetunionen som Den estiske socialistiske sovjetrepublik i august det år. I 1941 blev landet okkuperet af Nazi-Tyskland, og i 1944 fik sovjetiske styrker endnu en gang kontrol over landet. Estland fortsatte at være en del af Sovjetunionen frem til 20. august 1991, da landet fik sin endelige selvstændighed. Rusland har nægtet at tilbagelevere de områder, som Sovjetunionen i strid med fredsaftalen i Tartu og international ret lod okkupere.